# 三苫やすし

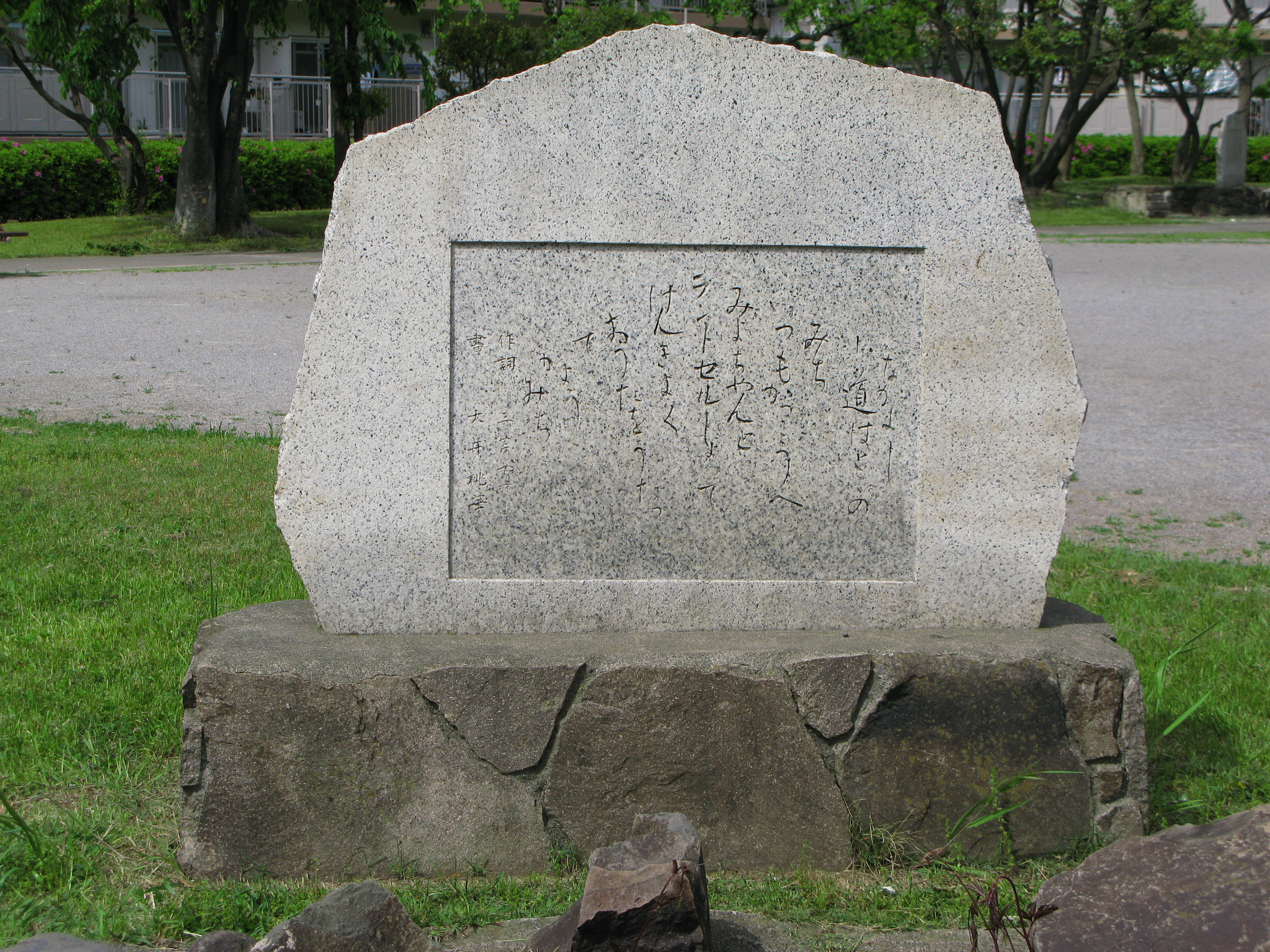
「仲よし小道」歌碑（埼玉県久喜市）

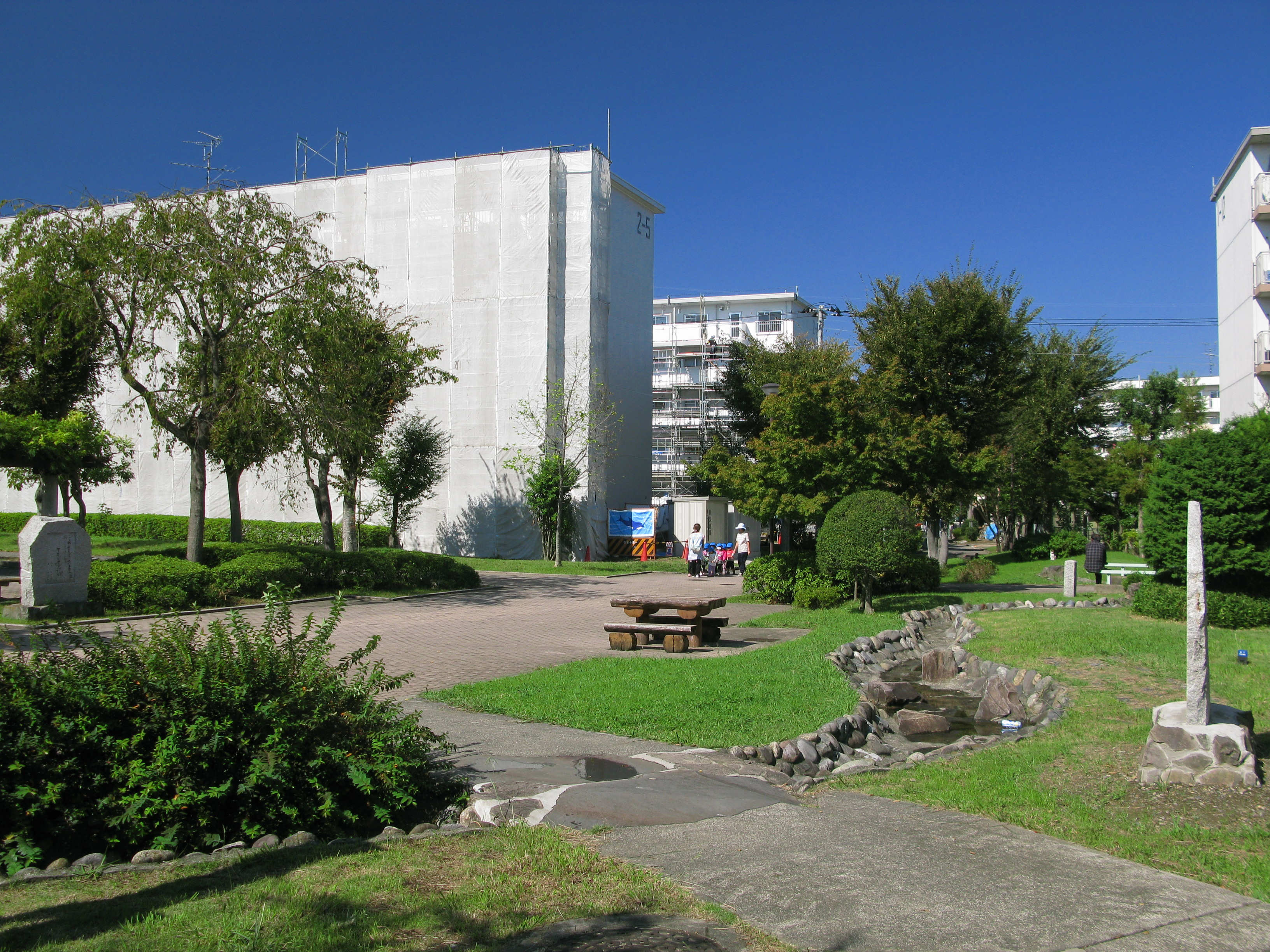
「仲よし小道」の歌碑がある久喜青葉団地「童謡の小道」

三苫 やすし（みとま やすし、1910年 - 1949年）は、日本の童謡作詩家。福岡県出身。代表作は「仲よし小道」。
埼玉県久喜市青葉1丁目の久喜青葉団地内「童謡の小道」に「仲よし小道」の歌碑がある。

## 主な作品
- 仲よし小道 - 河村光陽作曲、歌：河村順子・金子のぶ子・山元淳子
- とんがり帽子 - 河村光陽作曲、歌：山元孰子
- 春のお使い - 河村光陽作曲、歌：河村順子
- 狸の赤ちゃん - 中山晋平作曲、歌：杉田和子
- つばめの旅 - 海沼實作曲、歌：川田正子

## 仲よし小道
1910年（明治43年）に生まれる。教職の傍ら詩作を続け、童謡雑誌に投稿した。1939年（昭和14年）1月、雑誌『ズブヌレ雀』に投稿した「仲よし小道」が河村光陽（1897年 - 1946年）の目に留まり、河村はさっそく曲を付けてキングレコードに持ち込んだ。河村は1936年（昭和11年）以来キングレコードの専属だったため「仲よし小道」はすぐにレコード化され、河村の長女の河村順子が歌い、ラジオなどでなくレコードからヒットした曲となった。
これは、河村自身も福岡県出身で、小倉師範学校を卒業後、一時は地元の小学校で音楽教師をしていたのに加え、歌詞の中にある「とんとん板橋」が郷里の田川郡上野村（現：福智町）の福智川にかかる粗末な板橋の上で遊んだ幼き日々を思い出させたこともあったと想像できる。実際、戦前の福岡には小川にかかった粗末な板橋が随所にあり、子どもたちがその上でトントンと走ったりして遊んだ。
三苫は1949年（昭和24年）に、作曲者の河村光陽は1946年（昭和21年）に死去しており、著作権保護期間は満了している。

### 歌詞
（一）

仲よし小道は　どこの道

いつも学校へ　みよちゃんと

ランドセルしょって　元気よく

お歌をうたって　通う道

（ニ）

仲よし小道は　うれしいな

いつもとなりの　みよちゃんが

にこにこあそびに　かけてくる

なんなんなの花　匂う道

（三）

仲よし小道の　小川には

とんとん板橋　かけてある

仲よくならんで　腰かけて

お話するのよ　たのしいな

（四）

仲よし小道の　日ぐれには

母さまおうちで　およびです

さよなら　さよなら　またあした

お手々を　ふりふり　さようなら